# 사진건판

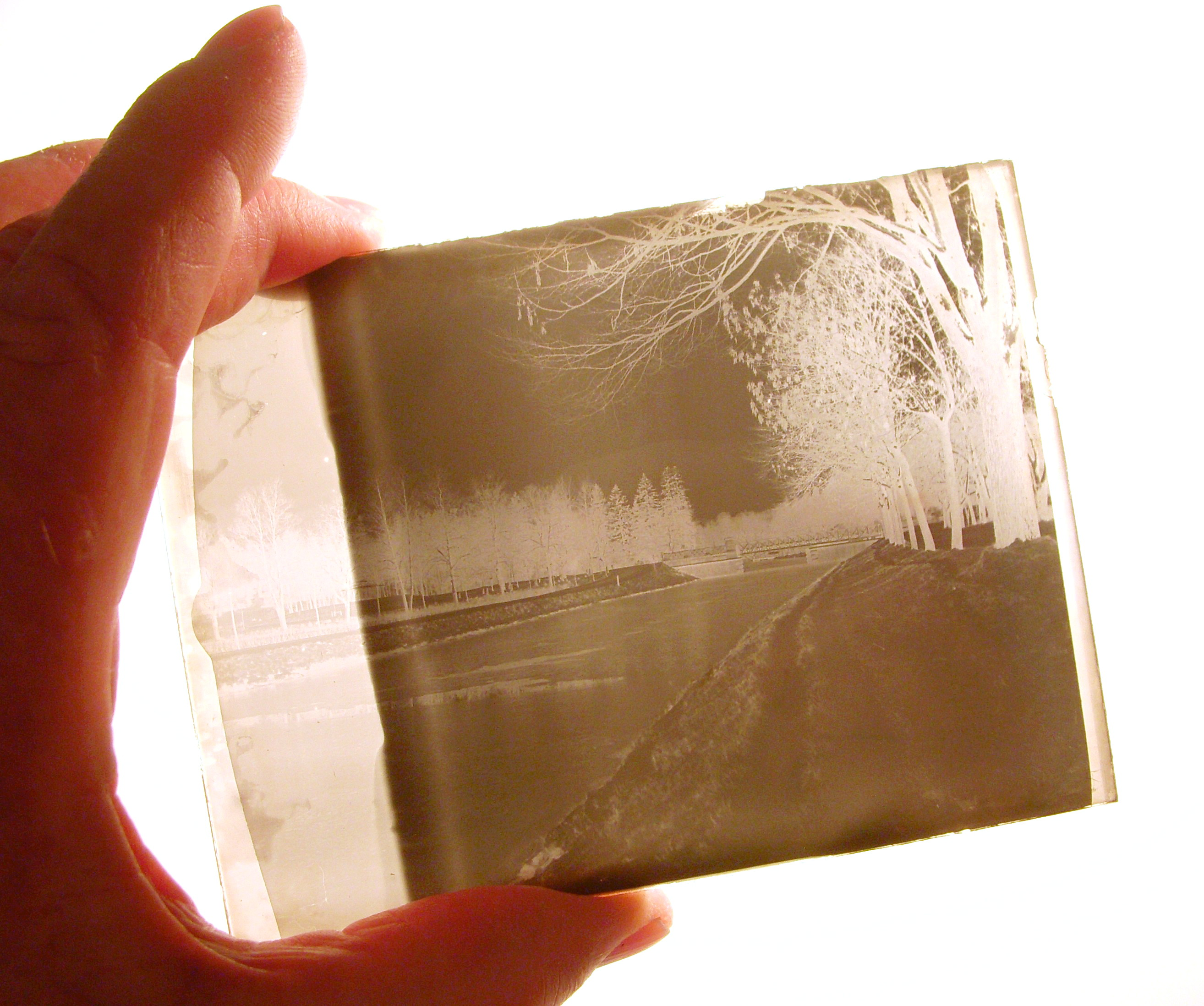

사진건판(寫真乾板, photographic plates)은 사진 필름에 앞서 사용된 감광 매질이다. 빛에 민감한 은(銀)염 유화액을 유리판에 발라서 만들었다.

## 같이 보기
- 사진기
- 사진 필름